# Ruellia laslobasensis
Ruellia laslobasensis är en akantusväxtart som beskrevs av E.A.Tripp. Ruellia laslobasensis ingår i släktet Ruellia och familjen akantusväxter. Inga underarter finns listade i Catalogue of Life.